# Hahit'aḥdut lekaduregel beisrael
 Hahit'aḥdut lekaduregel beisrael  är Israels nationella fotbollsförbund. Förbundet bildades den 18 juli 1928 i Brittiska Palestinamandatet under namnet Hitachduth Eretz Yisraelith Lemischak Kadur Regel och inträdde i Fifa den 17 maj 1929 och i Uefa 1994. efter att varit medlem av ha varit medlem av AFC från 1954 innan man uteslöts 1974 då många arabiska och muslimska länder vägrade spela match mot Israel av politiska-religiösa skäl, och Israel spela i UEFA:s VM-kvalmatch från och med kvalet till VM 1982..
Förbundet bildades av judiska idrottare som emigrerat på grund av den då växande antisemitismen i Europa.

### Fotnoter
1. ↑  ”Israel” (på engelska). UEFA. http://www.uefa.com/memberassociations/association=isr/index.html. Läst 24 maj 2015.
2. ↑  Richard Williams (19 maj 2015). ”Why Does Israel's Football Team Play In Europe?” (på engelska). Sky News Online. http://news.sky.com/story/1486402/why-does-israels-football-team-play-in-europe. Läst 24 maj 2015.
3. ↑  ”Sports in Israel” (på engelska). Israels utrikesministerium. 1 juni 1999. Arkiverad från originalet den 22 juni 2013. https://web.archive.org/web/20130622150155/http://www.mfa.gov.il/mfa/mfa-archive/1999/pages/sports%20in%20israel.aspx. Läst 24 maj 2015.